# Menggeris
Menggeris is een bestuurslaag in het regentschap Ogan Komering Ilir van de provincie Zuid-Sumatra, Indonesië. Menggeris telt 837 inwoners (volkstelling 2010).